# Accord de libre-échange entre l'Union européenne et le Mexique
L’Accord de partenariat économique, de coordination politique et de coopération entre la Communauté européenne et ses États membres, d'une part, et les États-Unis du Mexique, d'autre part, est un accord de libre-échange signé le 8 décembre 1997 dans la ville de Bruxelles et entré en vigueur le 1er octobre 2000. L'accord prévoit notamment un volet sur le libre-échange entre le Mexique et l'Union européenne (FTA EU-MX) concernant les taxes applicables aux importations et exportations de services et de marchandises.

## Histoire
Les négociations pour parvenir à ce texte ont commencé le 25 juin 1996. Les textes ont été paraphés le 23 juin 1997. Ils ont été signés 8 décembre 1997,.

### Actualisation de l'accord
En juin 2016, le Mexique et l'Union européenne décident de renégocier pour retravailler l'accord de 1997, à la suite d'une décision prise en juin 2016 d'approfondir les relations entre les deux régions. En novembre 2017, un accord sur le volet politique est conclu.
En avril 2018, un accord de principe entre le Mexique et l'Union européenne sur le volet commercial est signé. L'accord inclut des baisses de droits de douane sur les produits agricoles, ainsi que des mesures concernant les services, les investissements et l'accès aux marchés publics. Le nouvel accord devrait supprimer la quasi-totalité des droits de douane entre les deux régions. L'accord inclut également des harmonisations en matière de droit du travail et de droit de l'environnement.
En janvier 2025, le texte final de l'accord est signé entre le Mexique et l'Union européenne.

## Contenu
Ce type d'accord dit « global » vise à un développement bilatéral des relations dans divers domaines (économique, politique, culturel, etc.) ; le Mexique est le premier pays d'Amérique a en avoir ratifié un. Il s'oriente vers un dialogue politique renforcé entre les instances de l'UE et du Mexique, mais également, des pays membres de l'UE ; à cet effet sont organisés des sommets biennaux des représentants politiques, du Conseil conjoint (niveau ministériel) et du Comité conjoint (niveau hauts fonctionnaires). Sur le plan économique, la libéralisation et le développement des échanges ont été accélérés avec la signature d'un traité de libre échange (également en 1997). Enfin, la coopération est renforcée avec un investissement de l'UE dans trois secteurs principaux : cohésion sociale et bonne gouvernance, développement économique et compétitivité, culture et éducation.

### Accord de libre-échange
L'accord a supprimé la totalité des droits de douane sur les produits industriels après une période de transition qui allait jusqu'en 2003 pour ceux de l'Union européenne et jusqu'en 2007 pour ceux du Mexique. Cependant une partie des biens agricoles est exclue de l'accord, notamment les viandes, les céréales et les produits laitiers, sans compter les barrières non tarifaires (normes sanitaires, etc.) qui sont restées relativement fortes dans le secteur. Enfin, un certain nombre de barrières non tarifaires ont été supprimées dans les services financiers.
L'accord a également permis une certaine ouverture des marchés publics entre les deux régions, ainsi qu'une harmonisation des normes de la propriété intellectuelle. L'accord n'a pas protégé d'appellations d'origine contrôlée.
Le nouvel accord de 2025, inclut une baisse des droits de douane sur plusieurs les produits agricoles notamment le fromage, certaines viandes, certains fruits, la confiture le chocolat et le vin. Il inclut également la reconnaissance des AOP et inclut également des dispositions sur les marchés publics, les services, les investissements étrangers.

## Compléments

### Lecture approfondie
- Beyla Esther Fellous, La nature juridique des accords entre l'Union européenne, le Chili et le Mexique, L'Harmattan, coll. « Recherches & documents Amérique latine », 2015, 370 p. (ISBN 978-2-3430-7959-2)